# 斯肯佩
斯肯佩是波蘭的城鎮，位於該國中部，由庫亞維-波美拉尼亞省負責管轄，面積7.48平方公里，2006年人口3,442。第二次世界大戰期間，納粹德國在1939至1945年期間佔領該鎮。
52°52′N 19°21′E / 52.867°N 19.350°E